# Hormathiidae
Famille
Les Hormathiidae sont une famille d'anémones de mer de l'ordre des Actiniaria. Une partie de ces espèces sont symbiotiques de pagures, qui les entretiennent sur la coquille qu'ils habitent pour dissuader les prédateurs. 

## Liste des genres
Selon World Register of Marine Species (7 octobre 2015) :
- genre Actinauge Verrill, 1883
- genre Adamsia Forbes, 1840
- genre Allantactis Danielssen, 1890
- genre Amphianthus Hertwig, 1882
- genre Calliactis Verrill, 1869
- genre Cataphellia Stephenson, 1929
- genre Chitonactis Fischer, 1874
- genre Chitonanthus
- genre Chondranthus Migot & Portmann, 1926
- genre Chondrophellia Carlgren, 1925
- genre Cricophorus Carlgren, 1924
- genre Gephyropsis Carlgren, 1925
- genre Gliactis
- genre Hormathia Gosse, 1859
- genre Hormathianthus Carlgren, 1943
- genre Hormathiogeton Carlgren, 1942
- genre Korenia Danielssen, 1890
- genre Leptoteichus Stephenson, 1918
- genre Lilliella Stephenson, 1918
- genre Monactis Riemann-Zürneck, 1986
- genre Paracalliactis Carlgren, 1928
- genre Paraphellia Haddon, 1889
- genre Paraphellia Verrill, 1868
- genre Paraphelliactis Carlgren, 1928
- genre Parastephanauge Dufaure, 1959
- genre Phelliactis Simon, 1892
- genre Phelliopsis Fischer, 1887
- genre Stephanauge Verrill, 1899

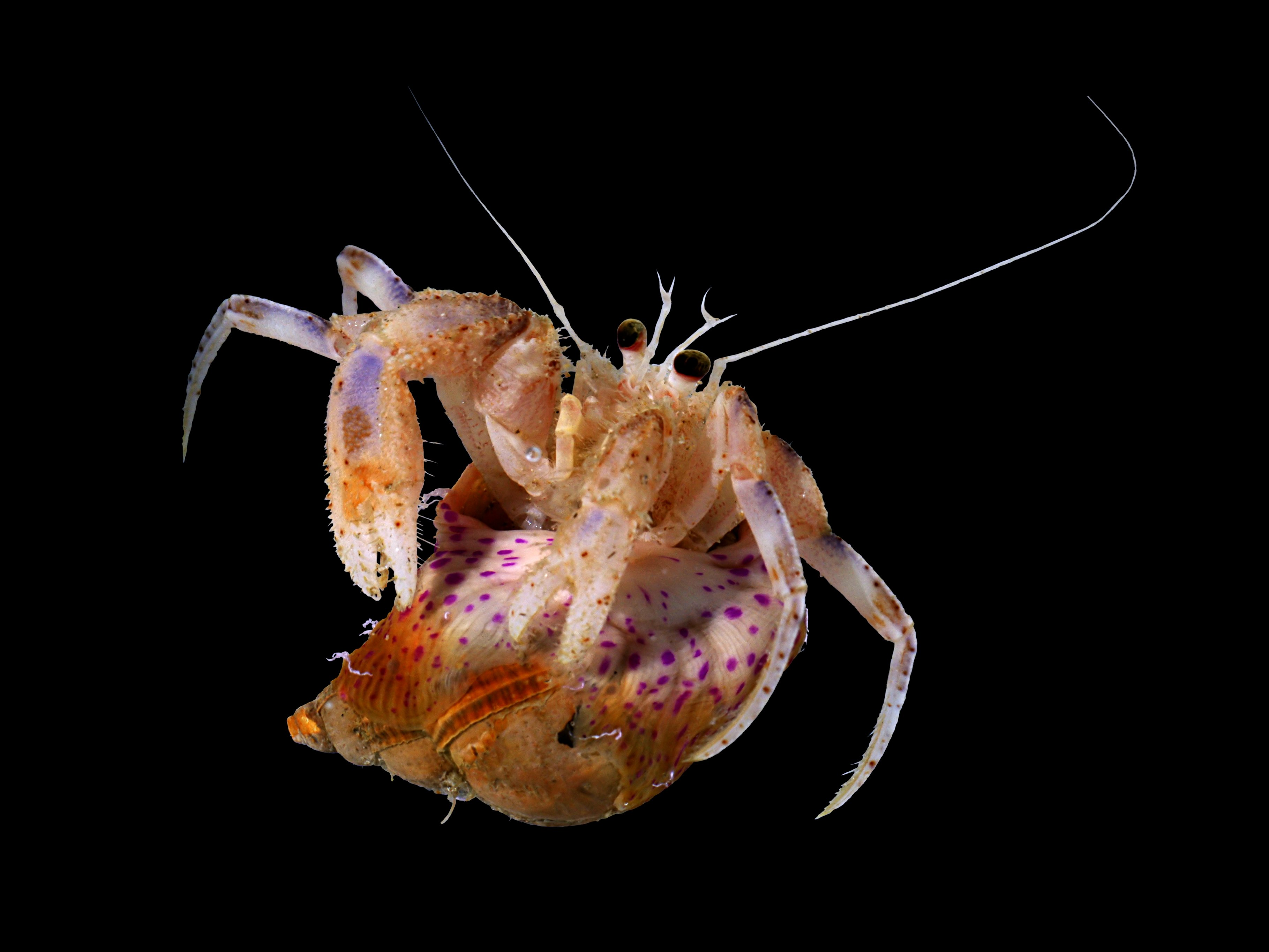
Adamsia palliata (sur la coquille habitée par un Pagurus prideaux)
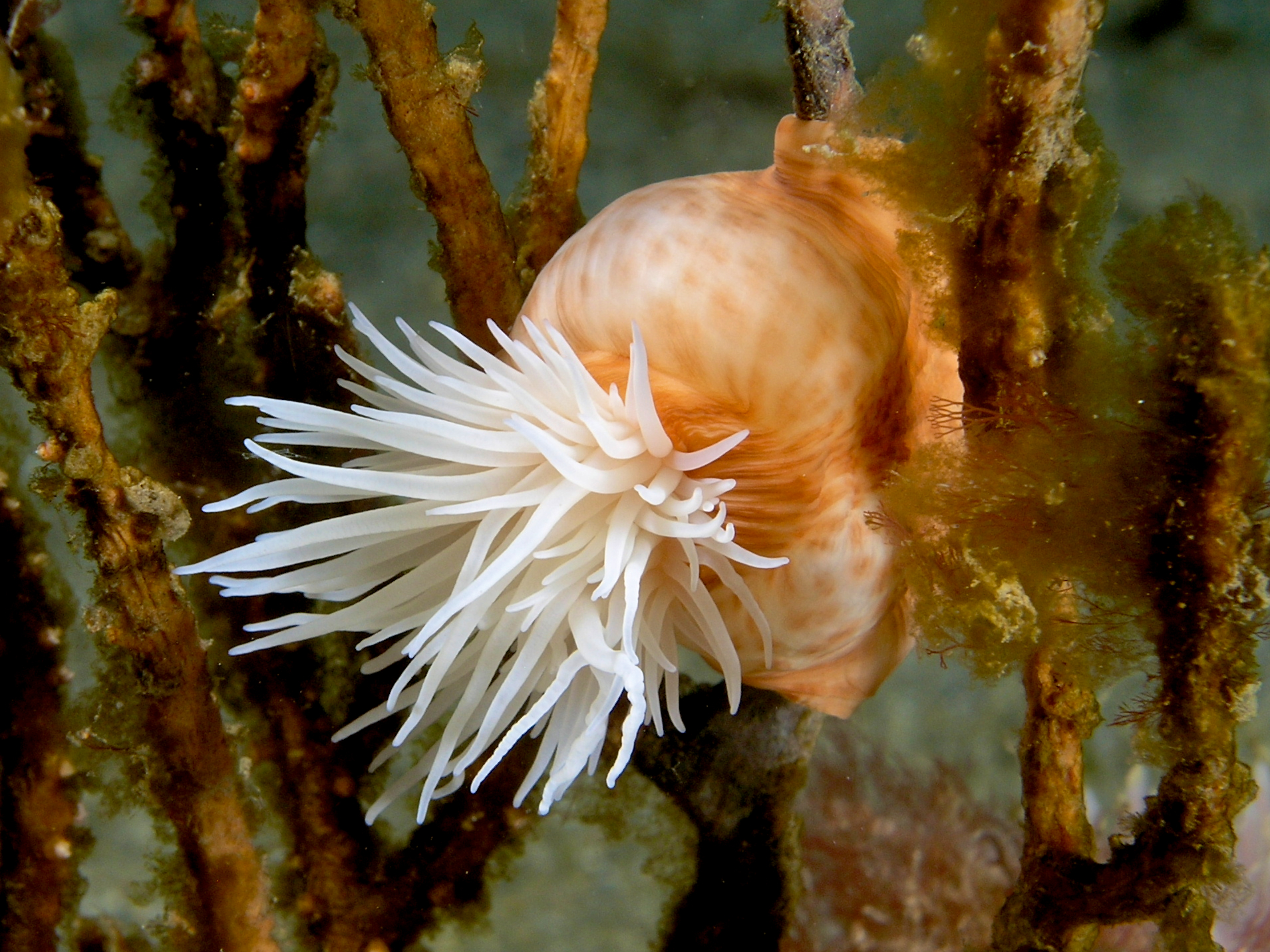
Amphianthus sp.
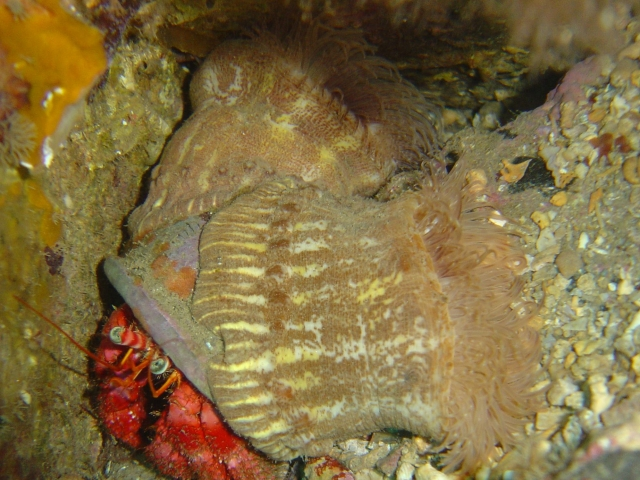
Calliactis parasitica
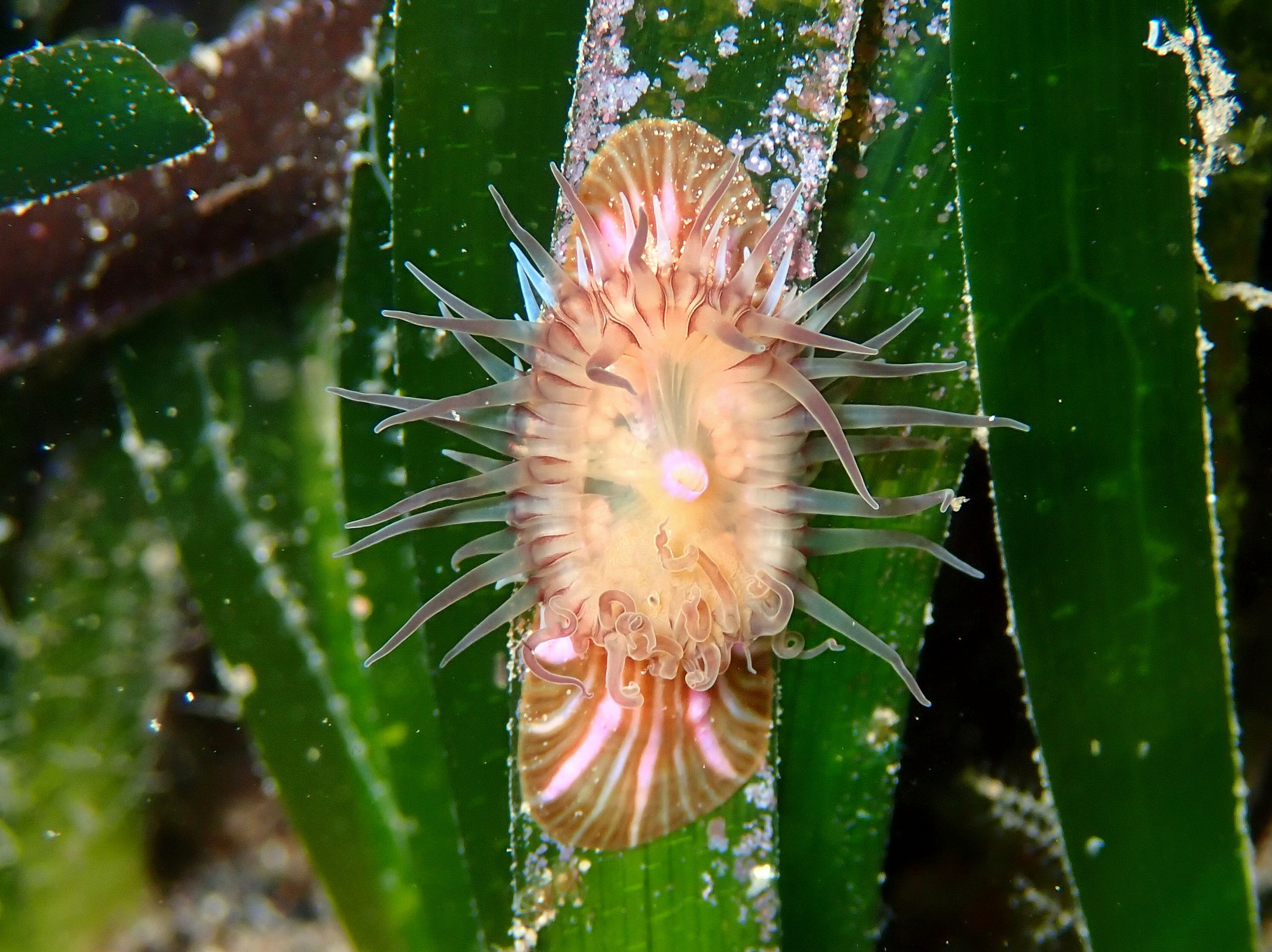
L'espèce Paractinia striata est parfois classée parmi les Hormathiidae, mais le WoRMS la considère non-classée.